# 조르지 루이스 바르보자 테이셰이라
조르지 루이스 바르보자 테이셰이라(포르투갈어: Jorge Luiz Barbosa Teixeira, 1999년 6월 21일 ~ )는 브라질의 축구 선수로 현재 대한민국 K리그1의 포항 스틸러스에서 공격수로 활약하고 있다.

## 수상

### 개인수상
- 2023 K리그2 베스트 XI
- 2024 K리그1 31라운드 MVP

## 참고 문헌
- “조르지 루이스 바르보자 테이셰이라”. 사커웨이.